# Lajedo (Pernambuco)
Lajedo es un municipio brasileño del estado de Pernambuco. Localizado a cerca de 173 km de la capital Recife. Tiene una población estimada al 2020 de 40 589 habitantes.

## Historia
El núcleo urbano de Lajedo tuvo su origen a partir de la actividad ganadera hacia el interior del estado, responsable del surgimiento de haciendas en esa región del agreste del estado. El Sr. Vicente Ferreira se instaló en la localidad, junto con sus hijos y esclavos, quien es considerado el fundador de la ciudad. Más tarde en 1852, su hijo José Ferreira da Silva construyó la primera casa y dio origen al poblado de Santo Inácio dos Lajeiros.
Alrededor del 1900, el poblado se transformó en distrito del municipio de Canhotinho. El municipio de Lajedo fue creado por la ley Provincial nº 377 del 24 de diciembre de 1948, por el entonces gobernador Barbosa Lima Sobrinho.

## Etimología
El nombre de la ciudad tiene origen a partir de la existencia de “lajeiros” (losas) en su entorno, área llamada de “Caldeirões”, que almacena agua de lluvia y que durante mucho tiempo aprovisionó la ciudad.